# 위클리프 성경
위클리프 성경(Wycliffe's Bible)은 존 위클리프의 지시에 따라 만들어진 중세 영어로 쓰여진 성경 번역 들에 이름이 붙여진 성경이다. 대략 1382년에서부터 1395년에 걸쳐 나타났다.  이 성서 번역판들은 로마 가톨릭 교회의 많은 독특한 가르침들을 거부 한 종교 개혁 이전 운동인 롤라드 운동에서 주요한 영감을 받고 그 기원을 두고 있다. 중세 초기에는 사제들이 주로 라틴어 성경을 읽을 수 있었지만 대다수의 성도를은 성경을 알 수 없었다. 그래서 위클리프는 모국어로 성경을 번역하여 읽을 수 있도록 노력하였다.  사람들이 그를 일컬어 '종교개혁의 새벽별'이라고 하는 이유가 여기에 있다.

## 번역 작업
그와 함께 성경을 번역한 사람으로는 허포드의 니콜라스가 있다. 니콜라스는 [구약성서] 번역을 맡았으나 후에 추방되었다. 위클리프는 1380년에 [신약성서]를 번역했고, [구약성서]와 [신약성서]의 완역은 1382년에 이루어졌다. 그러나 이것은 인쇄된 성서가 아니고 손으로 쓴 성서이다. 후에 J. 퍼비가 '위클리프 역'을 전체적으로 개역했다(1388). 위클리프는 1384년에 죽었다. 그러나 44년 후인 1428년에 그가 성서를 번역했다는 이유로 그의 묘가 파헤쳐지고 그의 시신이 화형당했다. 위클리프가 번역한 성서는 나온 지 33년 후인 1415년에 불태워지고 말았다. 당시 교회는 신도들이 성서 읽는 것을 금했었다.

## 번역의 한계
위클리프 성경의 한계점으로는 그것의 번역 대본이 성서 원어인 히브리어나 그리스어가 아니라 라틴어 불가타였다는 점, 이미 낡은 번역이었다는 점, 고어투성이었다는 점, 독자를 별로 확보하지 못했다는 점 등을 들 수 있다.

## 번역, 그 이후
번역 작업의 한계가 있고 시대적으로 영향력을 끼치는데 어려움이 있음에도 후대에 간접적인 영향을 주었다. 번역 작업의 사상적 토대는 마침내 서서히 후대에 이어져 틴데일 성경, 코버데일 성경, 매튜 성경, 위대한 성경(크롬웰 성경), 태버너 성경, 제네바 성경, 주교 성경을 거쳐 두에-랭스 성경 및 킹 제임스 성경 탄생에 기여하였다.